# Те-Каб-Чак
Те-Каб-Чак (TE'?k'-a(ab)-cha-ki досл.: «Ветвь дерева-Бог дождя») — первый известный правитель майяского царства Канту со столицей в Караколе. Основатель правящей династии.

## Биография
Те-Каб-Чак упомянут в двух позднеклассических текстах, один датируется 331, другой 349 годом, что относит его к середине IV века. 
Его преемником стал Как-Ухоль-Кинич I